# 페드로 리가스
페드로 리가스(Παναγιώτης Θωμάς Ρηγάκος, 1897년 4월 18일 ~ 1974년 8월 10일)는 미국의 배우, 영화배우이다.

## 영화
- 우정어린 패배 (1970년)
- 딜론 보안관 (1955년)
- 딕 트레이시 - 1950년 시리즈 (1950년)
- 키싱 밴디트 (1948년)
- 비밀의 문 (1948년)
- 소유와 무소유 (1944년)
- 누구를 위하여 종은 울리나 (1943년)
- 싱가폴 가는 길 (1940년)
- 그들은 밤에 달린다 (1940년)
- 더 레인스 케임 (1939년)
- 천사만이 날개를 가졌다 (1939년)
- 더 걸 오브 더 골든 웨스트 (1938년)
- 와이키키 웨딩 (1937년)
- 기브 어스 디스 나잇 (1936년)
- 비바 빌라! (1934년)
- 플라잉 다운 투 리오 (1933년)